# Perccottus glenii
Perccottus · Goujon de l'Amour
Genre
Espèce
Statut de conservation UICN

 LC : Préoccupation mineure
Perccottus glenii, le Goujon de l'Amour, unique représentant du genre Perccottus, est une espèce de poissons actinoptérygiens de la famille des Odontobutidae.

## Description
Ce gobiforme peut mesurer 25 cm de long et peut peser 250 g.

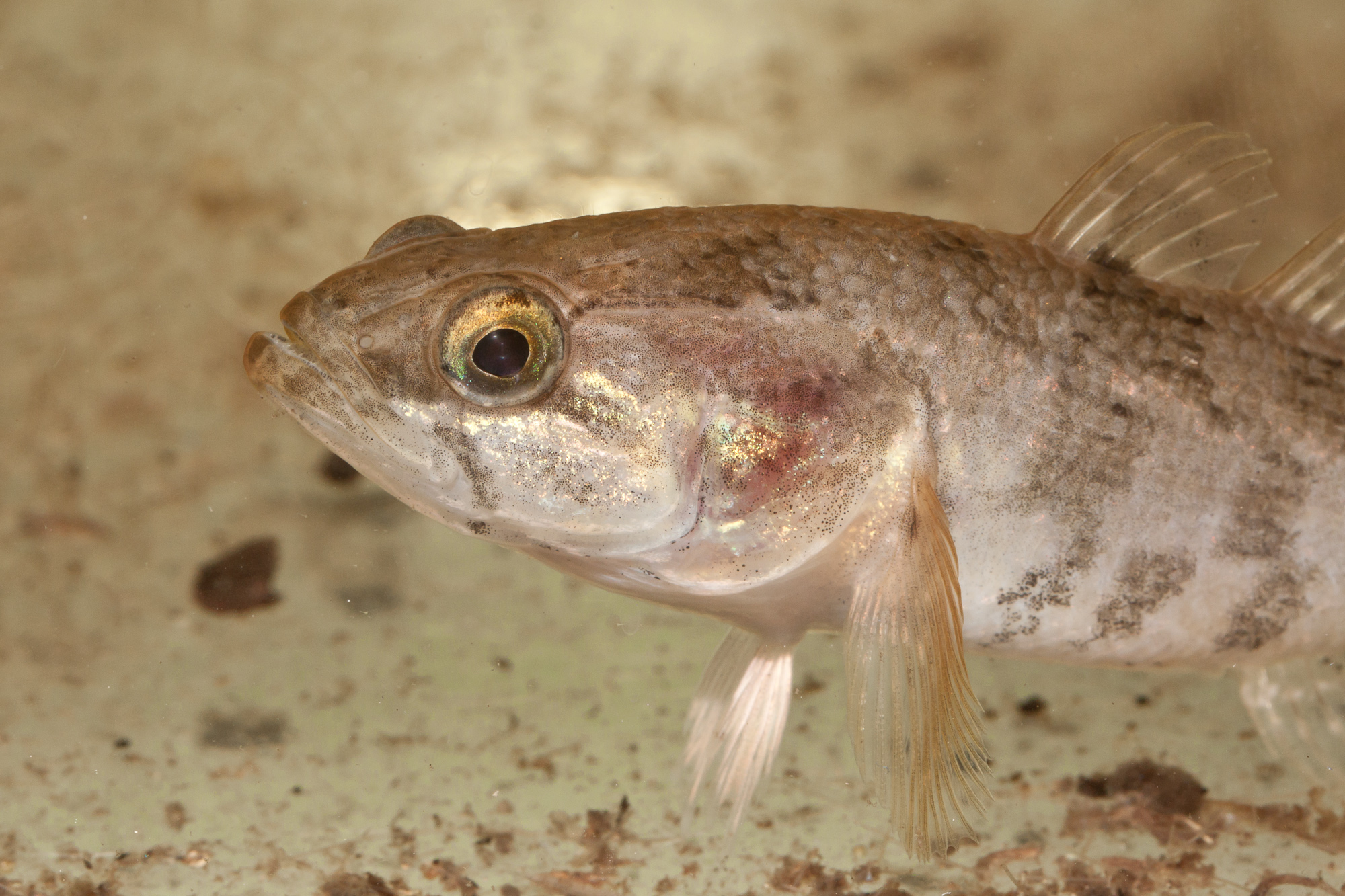
Gros plan sur la tête d'un spécimen.
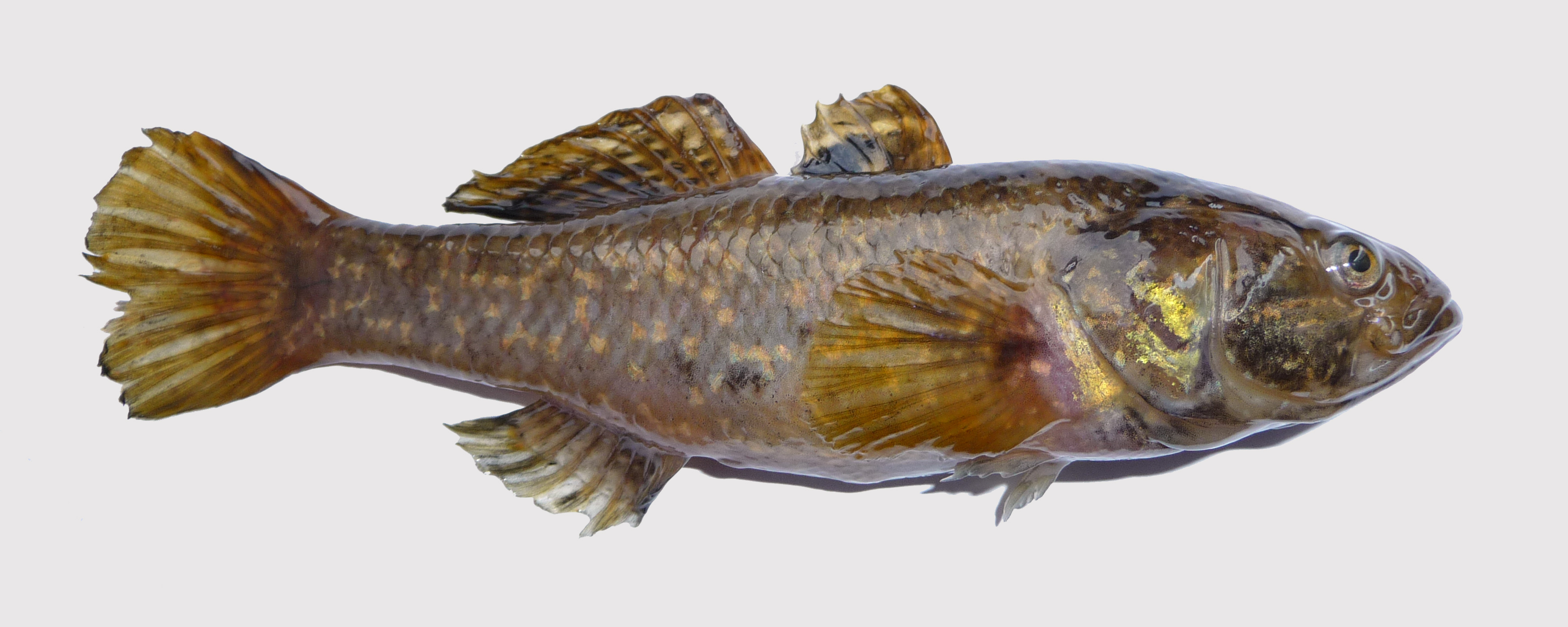
Un spécimen en vue de profil, pêché ici près de Vinnytsia, en Ukraine.

## Répartition

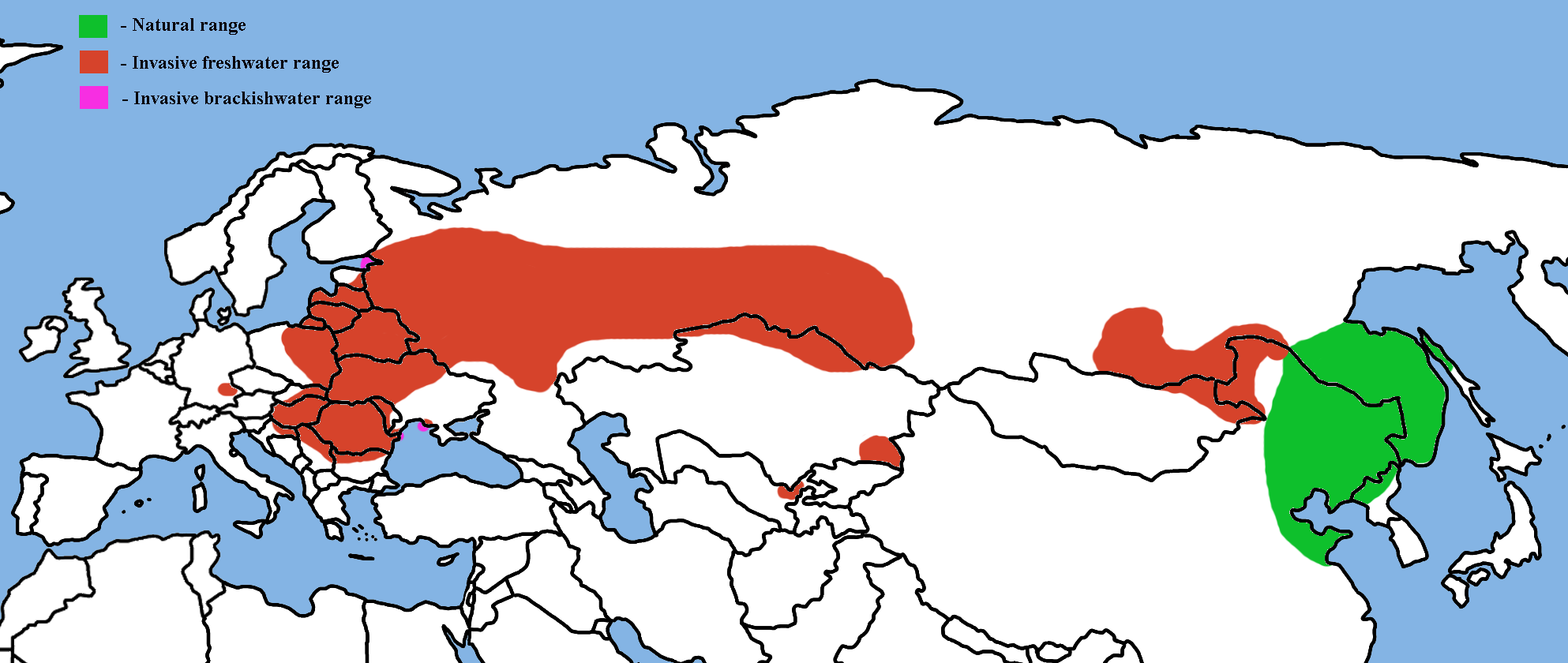
Carte de répartition de l'espèce :
Répartition autochtone ;
Répartition allochtone en eau douce ;
Répartition allochtone en eau saumâtre.

Ce poisson d'eau douce et d'eau saumâtre est originellement endémique d'Asie de l'Est. Il est indigène de la Chine du Nord-Est (Fujian, Hebei, Heilongjiang, Hubei, Jilin, Liaoning, Shandong, Shanghai et Tianjin), de la Corée du Nord et de l'Extrême-Orient russe (Amour, Khabarovsk, Primorié et Sakhaline),.
Son statut d'espèce autochtone est incertain en Corée du Sud, au Kazakhstan, en Mongolie et en Ouzbékistan,.
Il a été largement introduit en Europe de l'Est, où il s'est implanté en Allemagne, en Biélorussie, en Bulgarie, en Croatie, en Finlande, en Hongrie, en Lettonie, en Lituanie, en Pologne, en Roumanie, en Russie européenne, en Slovaquie, en Tchéquie et en Ukraine,.

## Perccottus gleniiet l'Homme
Perccottus glenii est considéré comme une « espèce de préoccupation mineure » par la liste rouge de l'UICN.
Compte tenu de sa grande capacité de colonisation et de son fort impact écologique, il est catégorisé depuis 2016 comme une « espèce exotique envahissante préoccupante pour l'Union européenne ».

## Taxonomie

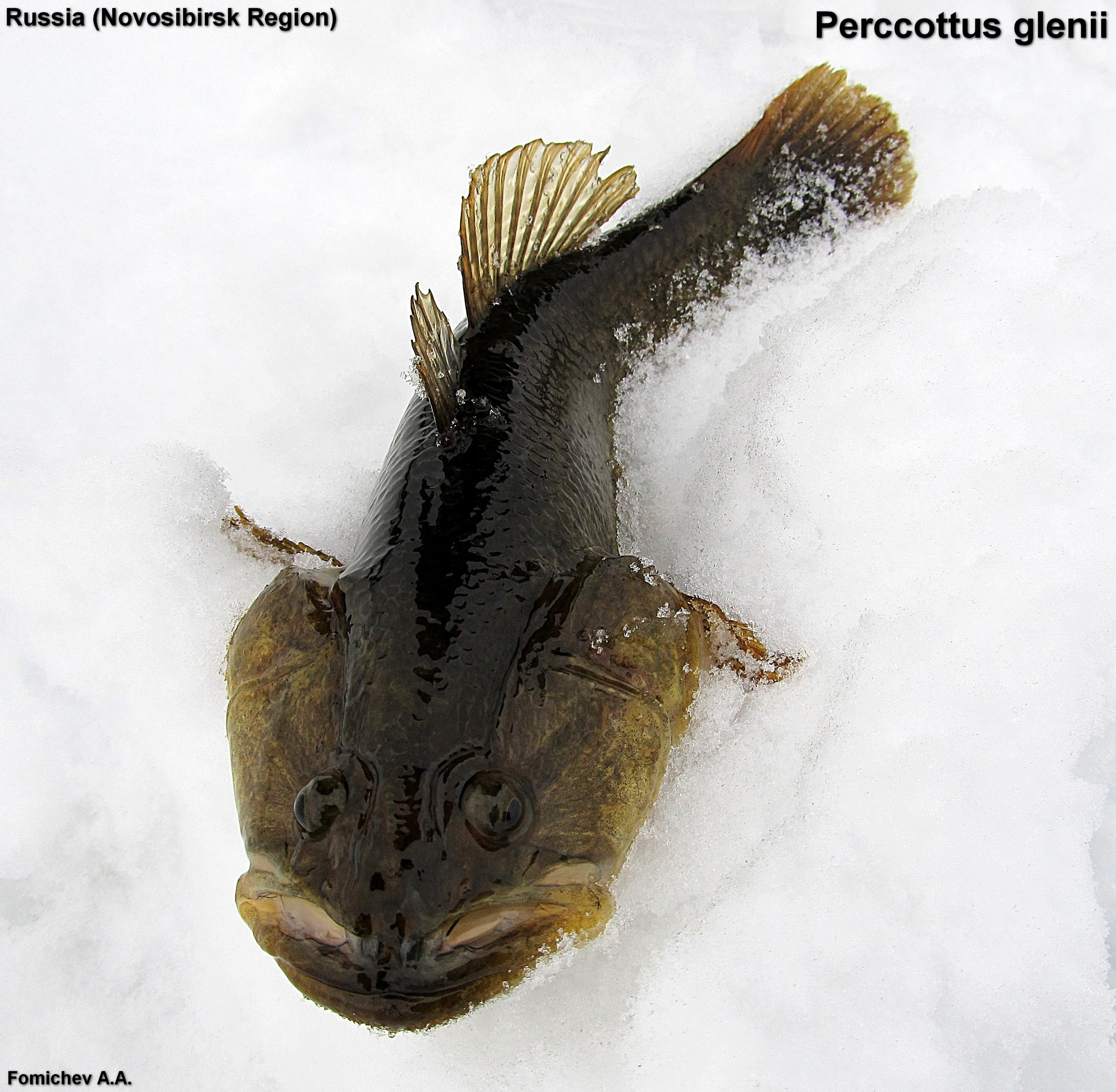
Un spécimen en vue de face, pêché ici dans l'oblast de Novossibirsk, en Sibérie.

L'espèce et le genre ont été décrits en 1877 par le zoologiste polonais Benedykt Dybowski.
Le nom valide complet (avec auteur) de ce taxon est Perccottus glenii Dybowski, 1877.
Ce taxon porte en français le nom vernaculaire ou normalisé suivant : Goujon de l'Amour.
Perccottus glenii a pour synonymes :
- Eleotris dybowskii Herzenstein & Warpachowski, 1888
- Eleotris pleskei Warpachowski, 1888
- Perccottus glehni Dybowski, 1877
- Percottus glehni Dybowski, 1877
- Percottus pleskei (Warpachowski, 1888)

### Étymologie
Le nom générique, Perccottus, est la combinaison de Perca et de Cottus et fait référence à la ressemblance de ces poissons Gobiiformes avec les perches.
L'épithète spécifique, glenii, a été donnée en l'honneur du colonel Nikolay Alexandrovich Glen (1833-1899) qui a permis l'installation d'une communauté dans les environs de l'Oussouri, rivière localité type de cette espèce.

### Publication originale
- (ru) Benedykt Dybowski, « Ryby sistemy vod' Amura » [« Fishes of the Amur water system »], Izvestiya Zapadno Sibirskogo Otdela Imperatorskago Russkago Geograpficheskago Obshchestva, Irkoutsk, vol. 8, nos 1-2,‎ 1877, p. 1-29. Protologue de Perccottus glenii.